# Відважний (фільм, 2025)
«Відважний» (англ. Valiant One) — американський трилер 2025 року, знятий режисером Стівом Барнеттом за сценарієм, написаним Стівом у співавторстві з Еріком Тіптоном.

## Синопсис
На тлі напруженості у відносинах між Північною та Південною Кореєю американський гелікоптер зазнає аварії на північнокорейській стороні. Тепер ті, хто вижив, повинні працювати разом, щоб захистити цивільного технічного фахівця і знайти вихід без допомоги військової підтримки США.

## Акторський склад
| Актор             | Роль           |
| ----------------- | -------------- |
| Чейз Стоукс       | Едвард Брокман |
| Лана Кондор       | Селбі          |
| Десмін Боргес     | Джош Вівер     |
| Каллан Мелвей     | Кріс Леболд    |
| Джонатан Вайтселл | Джон Росс      |
| Деніел Джун       | Вілсон Лі      |

## Виробництво
У серпні 2022 року стало відомо, що розробляється фільм-трилер під назвою Valiant One, режисером якого є Стів Барнетт, з Чейзом Стоксом у головній ролі. У вересні до акторського складу приєдналися Лана Кондор, Десмін Борхес і Каллан Мелвей. Наступного місяця Джонатан Уайтселл і Деніел Джун доповнили акторський склад.
Основні зйомки розпочалися 19 вересня 2022 року у Ванкувері, Канада.

## Випуск
Прем'єра у Сполучених Штатах спершу була запланована на 24 січня 2025 року. У листопаді 2024 дату виходу фільму перенесли на тиждень пізніше — на 31 січня 2025 року.